# فيلي كروفورد
فيلي كروفورد (بالإنجليزية: Willie Crawford)‏ هو لاعب كرة قاعدة أمريكي، ولد في 7 سبتمبر 1946 في لوس أنجلوس في الولايات المتحدة، وتوفي بنفس المكان في 27 أغسطس 2004 بسبب اعتلال الكلية.

## وصلات خارجية
- فيلي كروفورد على موقع دوري كرة القاعدة الرئيسي (الإنجليزية)
- فيلي كروفورد على موقعبيزبول رفرنس.كوم (الدوري الرئيسي) (الإنجليزية)
- فيلي كروفورد على موقعبيزبول رفرنس.كوم (الدوري الثانوي) (الإنجليزية)
- فيلي كروفورد على موقع إي إس بي إن.كوم (أم.أل.بي) (الإنجليزية)
- فيلي كروفورد على موقع مشجعي الرسوم البيانية (الإنجليزية)